# John LeBoutillier
John LeBoutillier (ur. 26 maja 1953 w Glen Cove) – amerykański polityk, członek Partii Republikańskiej.

## Działalność polityczna
W okresie od 3 stycznia 1981 do 3 stycznia 1983 przez jedną kadencję był przedstawicielem 6. okręgu wyborczego w stanie Nowy Jork w Izbie Reprezentantów Stanów Zjednoczonych.